# Saison 2001-2002 de la Jeunesse sportive de Kabylie
Maillots
Chronologie
Saison précédente Saison suivante
Cet article traite de la saison 2001-2002 de la Jeunesse sportive de Kabylie. Les matchs se déroulent essentiellement en Championnat d'Algérie 2001-2002, mais aussi en Coupe d'Algérie 2001-2002 et en Coupe de la CAF 2001 et Coupe de la CAF 2002.

## Résumé de la saison 2001-2002
La JS Kabylie conserve son titre en gagnant la Coupe de la CAF, cette fois-ci face aux Tunisiens de l'ES Sahel.
Elle se qualifie pour les 1/4 de finale de l'édition suivante qui se dérouleront la saison prochaine car la compétition se joue sur l'année civile.
En championnat, la JSK termine seconde, et elle atteint les demi-finales de la Coupe d'Algérie.

## Mercato estival 2002
Arrivées
- Karim Doudène
- Nacer Medjoudj

Départs
- Fawzi Moussouni

## Effectif (2001-2002)
| No | Nom                    | Poste     | Date de naissance | Nationalité |
| -- | ---------------------- | --------- | ----------------- | ----------- |
| ?  | Said Kaidi             | Gardien   | 20 janvier 1977   | Algérie     |
| 1  | Lounes Gaouaoui        | Gardien   | 28 septembre 1977 | Algérie     |
| 4  | Noureddine Drioueche   | Défenseur | 27 octobre 1973   | Algérie     |
| 3  | Abdelazziz Benhamlat   | Défenseur | 22 mars 1974      | Algérie     |
| 20 | Rahim Meftah           | Défenseur | 15 août 1980      | Algérie     |
| 2  | Slimane Raho           | Défenseur | 20 octobre 1975   | Algérie     |
| 5  | Brahim Zafour          | Défenseur | 30 novembre 1977  | Algérie     |
| 16 | Nassim Hamlaoui        | Milieu    | 25 février 1981   | Algérie     |
| ?  | Mohand Larbi           | Milieu    | 9 avril 1983      | Algérie     |
| 6  | Farouk Belkaid         | Milieu    | 14 novembre 1977  | Algérie     |
| ?  | Karim Doudene          | Milieu    | 25 octobre 1972   | Algérie     |
| ?  | Mohamed Maghraoui      | Milieu    | 30 octobre 1976   | Algérie     |
| 8  | Lounes Bendahmane      | Milieu    | 3 avril 1977      | Algérie     |
| ?  | Nacer Mohamed Medjoudj | Milieu    | 8 juillet 1977    | Algérie     |
| ?  | Hakim Boubrit          | Attaquant | 9 août 1975       | Algérie     |
| ?  | Takfarinas Douicher    | Attaquant | 29 avril 1983     | Algérie     |
| 9  | Hamid Berguiga         | Attaquant | 26 septembre 1974 | Algérie     |
| 11 | Yacine Amaouche        | Attaquant | 26 juin 1979      | Algérie     |
| ?  | Mounir Dob             | Attaquant | 1er février 1974  | Algérie     |

## Championnat d'Algérie 2001-2002

### Classement
| Pl. | Club                  | Points | Joués | V  | E  | D  | bp | bc | +/- |
| --- | --------------------- | ------ | ----- | -- | -- | -- | -- | -- | --- |
| 1er | USM Alger             | 57     | 30    | 17 | 6  | 7  | 37 | 24 | +13 |
| 2e  | JS Kabylie            | 52     | 30    | 15 | 7  | 8  | 47 | 24 | +23 |
| 3e  | WA Tlemcen            | 51     | 30    | 14 | 9  | 7  | 39 | 24 | +15 |
| 4e  | CR Belouizdad         | 51     | 30    | 16 | 4  | 10 | 45 | 31 | +14 |
| 5e  | MC Oran               | 45     | 30    | 13 | 6  | 11 | 31 | 28 | +3  |
| 6e  | MO Constantine        | 44     | 30    | 13 | 5  | 12 | 28 | 30 | -2  |
| 7e  | CA Bordj Bou Arreridj | 41     | 30    | 12 | 5  | 13 | 31 | 46 | -15 |
| 8e  | ES Sétif              | 40     | 30    | 12 | 4  | 14 | 27 | 30 | -3  |
| 9e  | ASM Oran              | 39     | 30    | 11 | 6  | 13 | 37 | 33 | +5  |
| 10e | USM Annaba            | 39     | 30    | 11 | 6  | 13 | 31 | 43 | -12 |
| 11e | JSM Béjaïa            | 38     | 30    | 9  | 11 | 10 | 21 | 27 | -6  |
| 12e | CA Batna              | 37     | 30    | 10 | 7  | 13 | 25 | 29 | -4  |
| 13e | USM Blida             | 36     | 30    | 10 | 8  | 12 | 37 | 28 | +9  |
| 14e | RC Kouba              | 34     | 30    | 9  | 7  | 14 | 33 | 35 | -2  |
| 15e | MC Alger              | 33     | 30    | 7  | 13 | 10 | 27 | 33 | -6  |
| 16e | AS Aïn M'lila         | 23     | 30    | 5  | 8  | 17 | 15 | 46 | -31 |

|  | Ligue des Champions Africaine, premier tour                                                          |
|  | Coupe de la CAF                                                                                      |
|  | Ligue des Champions Arabe, (#4 et #5)                                                                |
|  | Coupe de la CAF, (Coupe d'Algérie*)                                                                  |
|  | Relégation en Division 2                                                                             |
|  | (T) : Tenants du titre (V): Vice-champions (P) : Promus 2006 (CdA) : Vainqueur de la Coupe d'Algérie |

### Matchs
| Nationale I Journée : 1   | JS Kabylie | 3-1 | ASM Oran | Stade du 1er novembre (Tizi Ouzou) |               |
| 30 août 2001 16 h 0 UTC+1 |            |     |          | Arbitrage : ?                      | Arbitrage : ? |

| Nationale I Journée : 2        | USM Alger | 2-1 | JS Kabylie |               |               |
| 18 septembre 2001 16 h 0 UTC+1 |           |     |            | Arbitrage : ? | Arbitrage : ? |

| Nationale I Journée : 3 | JS Kabylie | 3-0 | CR Belouizdad | Stade du 1er novembre (Tizi Ouzou) |
|                         |            |     |               | Arbitrage : ?                      |

| Nationale I Journée : 4      | JSM Bejaïa | 1-1 | JS Kabylie |               |               |
| 30 octobre 2001 16 h 0 UTC+1 |            |     |            | Arbitrage : ? | Arbitrage : ? |

| Nationale I Journée : 5        | JS Kabylie | 1-0 | USM Blida | Stade du 1er novembre (Tizi Ouzou) |               |
| 28 septembre 2001 16 h 0 UTC+1 |            |     |           | Arbitrage : ?                      | Arbitrage : ? |

| Nationale I Journée : 6       | CA Batna | 1-0 | JS Kabylie |               |               |
| 24 décembre 2001 16 h 0 UTC+1 |          |     |            | Arbitrage : ? | Arbitrage : ? |

| Nationale I Journée : 7      | AS Aïn M'lila | 1-1 | JS Kabylie |               |               |
| 18 octobre 2001 16 h 0 UTC+1 |               |     |            | Arbitrage : ? | Arbitrage : ? |

| Nationale I Journée : 8     | JS Kabylie | 2-0 | MC Oran | Stade du 1er novembre (Tizi Ouzou) |               |
| 7 janvier 2002 16 h 0 UTC+1 |            |     |         | Arbitrage : ?                      | Arbitrage : ? |

| Nationale I Journée : 9      | WA Tlemcen | 1-0 | JS Kabylie |               |               |
| 2 novembre 2001 16 h 0 UTC+1 |            |     |            | Arbitrage : ? | Arbitrage : ? |

| Nationale I Journée : 10     | JS Kabylie | 0-0 | MC Alger | Stade du 1er novembre (Tizi Ouzou) |               |
| 10 janvier 2002 16 h 0 UTC+1 |            |     |          | Arbitrage : ?                      | Arbitrage : ? |

| Nationale I Journée : 11      | RC Kouba | 2-0 | JS Kabylie |               |               |
| 29 novembre 2001 16 h 0 UTC+1 |          |     |            | Arbitrage : ? | Arbitrage : ? |

| Nationale I Journée : 12      | JS Kabylie | 3-1 | CA Bordj Bou Arreridj | Stade du 1er novembre (Tizi Ouzou) |               |
| 13 décembre 2001 16 h 0 UTC+1 |            |     |                       | Arbitrage : ?                      | Arbitrage : ? |

| Nationale I Journée : 13 | MO Constantine | 0-0 | JS Kabylie |               |
|                          |                |     |            | Arbitrage : ? |

| Nationale I Journée : 14    | JS Kabylie | 3-2 | ES Sétif | Stade du 1er novembre (Tizi Ouzou) |               |
| 4 février 2002 16 h 0 UTC+1 |            |     |          | Arbitrage : ?                      | Arbitrage : ? |

| Nationale I Journée : 15 | USM Annaba | 1-1 | JS Kabylie |               |
|                          |            |     |            | Arbitrage : ? |

| Nationale I Journée : 16    | ASM Oran | 1-2 | JS Kabylie |               |               |
| 8 février 2002 16 h 0 UTC+1 |          |     |            | Arbitrage : ? | Arbitrage : ? |

| Nationale I Journée : 17     | JS Kabylie | 2-1 | USM Alger | Stade du 1er novembre (Tizi Ouzou) |               |
| 14 février 2002 16 h 0 UTC+1 |            |     |           | Arbitrage : ?                      | Arbitrage : ? |

| Nationale I Journée : 18     | CR Belouizdad | 2-1 | JS Kabylie |               |               |
| 18 février 2002 16 h 0 UTC+1 |               |     |            | Arbitrage : ? | Arbitrage : ? |

| Nationale I Journée : 19     | JS Kabylie | 3-0 | JSM Bejaïa | Stade du 1er novembre (Tizi Ouzou) |               |
| 25 février 2002 16 h 0 UTC+1 |            |     |            | Arbitrage : ?                      | Arbitrage : ? |

| Nationale I Journée : 20 | USM Blida | 0-0 | JS Kabylie |               |               |
| 7 mars 2002 16 h 0 UTC+1 |           |     |            | Arbitrage : ? | Arbitrage : ? |

| Nationale I Journée : 21  | JS Kabylie | 3-0 | CA Batna | Stade du 1er novembre (Tizi Ouzou) |               |
| 22 mars 2002 16 h 0 UTC+1 |            |     |          | Arbitrage : ?                      | Arbitrage : ? |

| Nationale I Journée : 22  | JS Kabylie | 3-1 | AS Aïn M'lila | Stade du 1er novembre (Tizi Ouzou) |               |
| 8 avril 2002 16 h 0 UTC+1 |            |     |               | Arbitrage : ?                      | Arbitrage : ? |

| Nationale I Journée : 23 | MC Oran | 0-0 | JS Kabylie |               |               |
| 6 mai 2002 16 h 0 UTC+1  |         |     |            | Arbitrage : ? | Arbitrage : ? |

| Nationale I Journée : 24 | JS Kabylie | 2-0 | WA Tlemcen | Stade du 1er novembre (Tizi Ouzou) |
|                          |            |     |            | Arbitrage : ?                      |

| Nationale I Journée : 25 | MC Alger | 1-0 | JS Kabylie |               |
|                          |          |     |            | Arbitrage : ? |

| Nationale I Journée : 26 | JS Kabylie | 2-1 | RC Kouba | Stade du 1er novembre (Tizi Ouzou) |
|                          |            |     |          | Arbitrage : ?                      |

| Nationale I Journée : 27 | CA Bordj Bou Arreridj | 1-0 | JS Kabylie |               |
|                          |                       |     |            | Arbitrage : ? |

| Nationale I Journée : 28 | JS Kabylie | 5-1 | MO Constantine | Stade du 1er novembre (Tizi Ouzou) |
|                          |            |     |                | Arbitrage : ?                      |

| Nationale I Journée : 29 | ES Sétif | 1-0 | JS Kabylie |               |
|                          |          |     |            | Arbitrage : ? |

| Nationale I Journée : 30      | JS Kabylie | 5-1 | USM Annaba | Stade du 1er novembre (Tizi Ouzou) |               |
| 1er juillet 2002 16 h 0 UTC+1 |            |     |            | Arbitrage : ?                      | Arbitrage : ? |

## Coupe de la CAF 2001
Une nouvelle fois, et par la même règle des buts marqués à l'extérieur, la JS Kabylie parvient à se débarrasser d'un autre concurrent arabe en finale, cette fois ci ce sera le club tunisien de l'ES Sahel, et parviendra donc à se procurer son second titre d'affilée dans la C3 continentale. En effet, la JSK écrit à nouveau une des plus belles pages de son histoire en conservant son titre en Coupe de la CAF, et signe ainsi son 6e succès continental.
| Match   | Tour            | Club                   | Aller | Total | Retour | Club       | Match   | Buteurs de la JSK            |
| ------- | --------------- | ---------------------- | ----- | ----- | ------ | ---------- | ------- | ---------------------------- |
| 83 (13) | Quart de finale | WA Casablanca          | 0-1   | 0-3   | 0-2    | JS Kabylie | 84 (14) | Berguiga et Belkaid / Bezzaz |
| 85 (15) | Demi-finale     | Africa Sports National | 3-1   | 3-3   | 0-2    | JS Kabylie | 86 (16) | Bezzaz / Berguiga et Dob     |
| 87 (17) | Finale          | ES Sahel               | 2-1   | 2-2   | 0-1    | JS Kabylie | 88 (18) | Boubrit / Zafour             |

## Coupe de la CAF 2002
Une nouvelle fois en tant que "champion en titre" de la compétition, la JS Kabylie, entamera encore une fois cette saison 2001-2002, par une nouvelle participation en Coupe de la CAF.
Il s'agit là de sa troisième participation d'affilée à la C3, mais sa quinzième toute compétitions africaines confondues.
En tant que tenante du titre, la JSK ne joua pas les seizièmes de finale. Le tirage au sort des huitièmes de finale de la compétition, a désigné pour adversaire le club sénégalais du ASEC Ndiambour.
Elle bat largement les Sénegalais et se qualifie pour les 1/4 de finale qui se joueront la saison prochaine car la compétition se déroule sur l'année civile.
| Match   | Tour               | Club           | Aller | Total | Retour | Club       | Match   | Buteurs de la JSK                                  |
| ------- | ------------------ | -------------- | ----- | ----- | ------ | ---------- | ------- | -------------------------------------------------- |
| 89 (19) | Huitième de finale | ASEC Ndiambour | 0-0   | 3-6   | 3-6    | JS Kabylie | 90 (20) | Bezzaz 15e 35e 85e, Raho 49e, Dob 78e, Belkaid 90e |

## Buteurs
| Joueurs              | Championnat | Coupe d'Algérie | Coupe de la CAF | Total |
| -------------------- | ----------- | --------------- | --------------- | ----- |
| Mounir Dob           | 12          | 0               | 2               | 14    |
| Hamid Berguiga       | 7           | 2               | 2               | 11    |
| Yacine Bezzaz        | 4           | 0               | 5               | 9     |
| Farouk Belkaid       | 3           | 1               | 2               | 6     |
| Hamid Bahloul        | 5           | 0               | 0               | 5     |
| Lounés Bendahmane    | 4           | 1               | 0               | 5     |
| Hakim Boubrit        | 2           | 0               | 1               | 3     |
| Brahim Zafour        | 1           | 1               | 1               | 3     |
| Noureddine Drioueche | 1           | 2               | 0               | 3     |
| Rahim Meftah         | 2           | 0               | 0               | 2     |
| Slimane Raho         | 1           | 0               | 1               | 2     |
| Mohamed Medjoudj     | 1           | 0               | 0               | 1     |
| Lounès Gaouaoui      | 1           | 0               | 0               | 1     |
| Mohamed Meghraoui    | 0           | 1               | 0               | 1     |
| Total                | 44          | 8               | 14              | 66    |